# 더러운 직업들
《더러운 직업들》(Dirty Jobs: With Mike Rowe)은 디스커버리 채널에서 방영해 주는 리얼리티 텔레비전 프로그램이다. 마이크 로우가 출연하여 어렵고 괴상하고 메스꺼운 직업들을 직접 하는 모습을 보여 준다.
2003년 11월, 파일럿 프로그램으로 3편의 에피소드를 미리 공개했었고, 그 후 2005년 7월 26일, 정식 시리즈로 방송되었다. 디스커버리 채널 아시아의 경우 2007년 10월 15일에 처음으로 방송됐다.

## 같이 보기
- 극한 직업